# Lacsa
Lacsa (Lineas Aereas Costarricenses S.A.) war die nationale Fluggesellschaft von Costa Rica mit Sitz in San José.

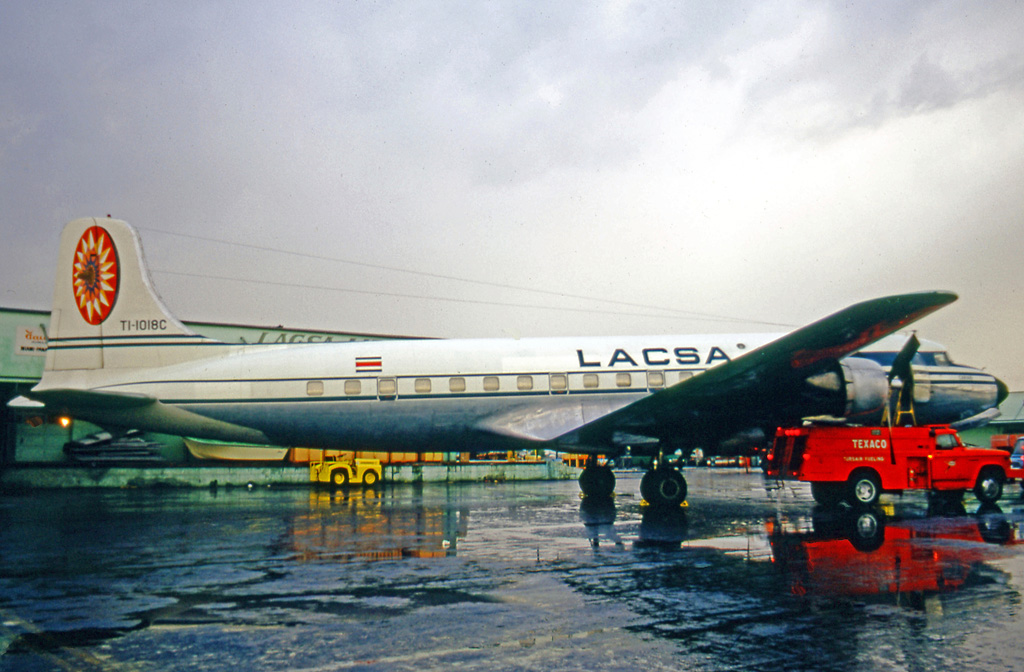
Douglas DC-6B der LACSA, 1971

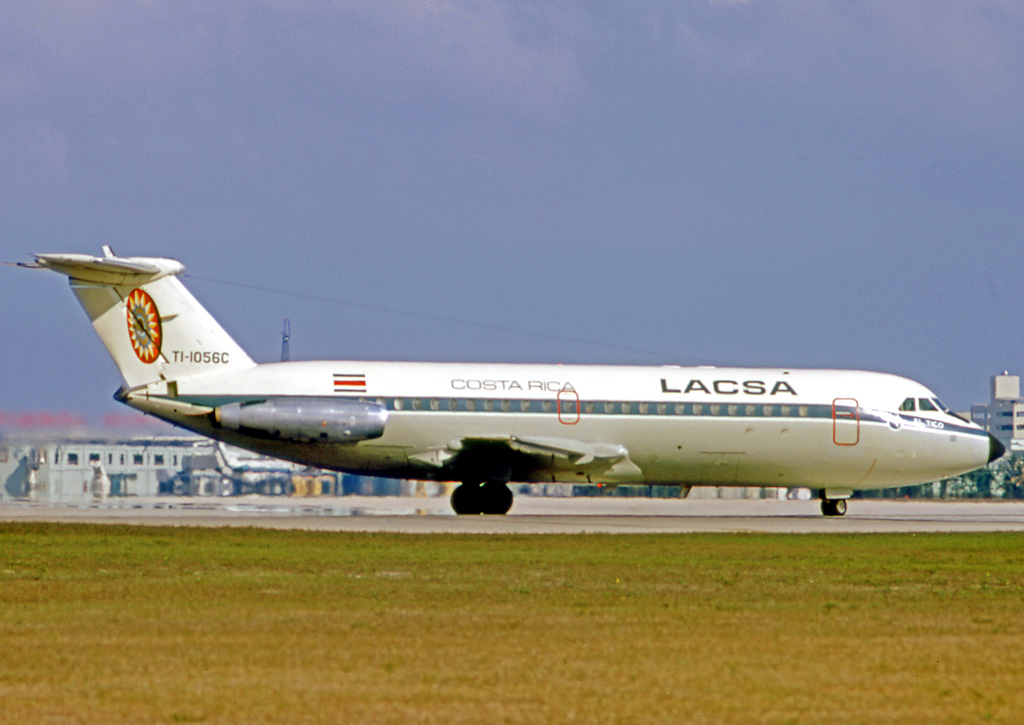
BAC 1-11 der LACSA, 1971

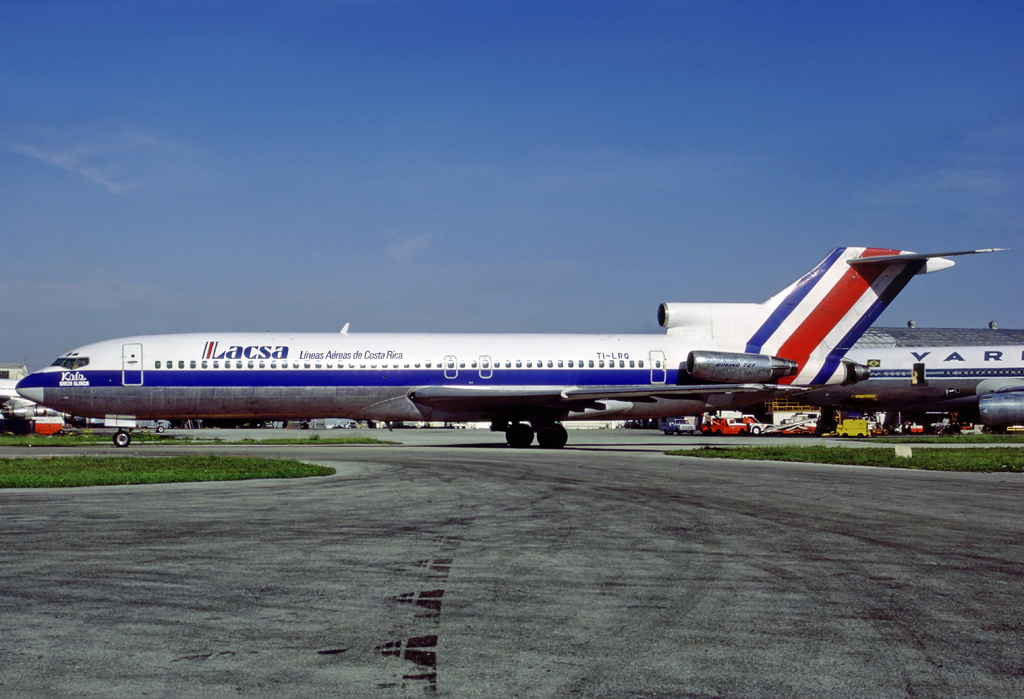
Boeing 727-200 der LACSA, 1984

## Geschichte
Die Fluggesellschaft wurde 1946 von der US-amerikanischen Pan American World Airways, der Regierung von Costa Rica und Privatinvestoren aus Costa Rica gegründet. Der Flugbetrieb wurde 1946 aufgenommen, und 1949 wurde Lacsa zur nationalen Fluggesellschaft erhoben. Die regionalen Verbindungen wurden 1979 an Sansa Airlines übertragen. Die Fluggesellschaft ist heute zu 86,98 % im Streubesitz, der Avianca Holdings (10 %) und ASA Lacsa (3,02 %) (Mitarbeiter-Versicherungsgesellschaft). Lacsa flog im Verbund von TACA Regional Airlines.
Bis Mitte 2013 wurde die Gesellschaft im Rahmen des Zusammenschlusses ihrer Eigentümer in die einheitliche Marke Avianca umbenannt. Sie heißt nun Avianca Costa Rica.

## Flugziele
Lacsa flog zu über 20 Zielen in Zentral-, Nord- und Südamerika. Alle internationalen Ziele werden unter dem Namen TACA/LACSA Costa Rica vermarktet. Seit Januar 2005 flog sie folgende internationale Ziele an: Bogotá, Buenos Aires, Caracas, Chicago, Guatemala-Stadt, Guayaquil, Havanna, Lima, Los Angeles, Managua, Mexiko-Stadt, Miami, New York, Panama-Stadt, Quito, Santo Domingo, San Salvador, San Pedro Sula, Tegucigalpa, Toronto.

## Flotte

### Flotte bei Betriebseinstellung
Bei Einstellung des Betriebs im Juli 2013 bestand die Flotte der Lacsa aus 15 Flugzeugen, welche von TACA betrieben wurde:
- 3 Airbus A319-100
- 8 Airbus A320-200
- 1 Airbus A321-100
- 3 Embraer 190

### Zuvor eingesetzte Flugzeuge
Außerdem nutzte Lacsa auch folgende Flugzeugtypen:
- BAC 1-11
- Boeing 727
- Boeing 737-200
- CASA C-212 Aviocar
- Convair CV-340
- Convair CV-440
- Curtiss C-46 Commando
- Douglas DC-3
- Douglas DC-6
- Douglas DC-8
- Lockheed L-188 Electra

## Zwischenfälle
Von 1946 bis zur Umfirmierung 2013 kam es bei Lacsa zu 7 Totalschäden von Flugzeugen. Bei fünf davon kamen 36 Menschen ums Leben. Vollständige Liste:
- Am 27. November 1946 kollidierte eine Douglas DC-3/C-47A-90-DL der Lacsa (Luftfahrzeugkennzeichen RX-76) bei schlechter Sicht im Landeanflug auf den Flughafen San José-La Sabana (San José (Costa Rica)) mit einem Berg. Alle 23 Insassen starben.[6]

- Am 15. Juni 1953 kollidierte eine Douglas DC-3/C-47B-5-DK der Lacsa (TI-1002) bei schlechter Sicht mit einem Berg. Das Flugzeug befand sich auf dem Weg von Palmar Sur (Provinz Puntarenas) nach San Isidro de El General (Provinz San José). Von den 15 Insassen kamen neun ums Leben.[7]

- Am 15. August 1959 kam eine Douglas DC-3A-414A der Lacsa (TI-1005C) auf dem Flug 19 bei der Landung am Flughafen von San Isidro de El General (Provinz San José) von der Landebahn ab und kollidierte mit einem Haus. Als wahrscheinliche Ursache wurde die extrem nasse Landebahn in Kombination mit einem nahezu maximalen Landegewicht genannt. Die Insassen des Flugzeugs überlebten, am Boden kam eine Person ums Leben.[8]

- Am 25. Juni 1960 stürzte eine Douglas DC-3/C-47 der Lacsa (TI-1023) im Landeanflug auf den Flughafen San José-La Sabana (San José (Costa Rica)) in eine Kaffeeplantage. Von den 15 Insassen kam ein Passagier ums Leben.[9]

- Am 8. November 1960 hatte eine Curtiss C-46A Commando der Lacsa (TI-1024C) bei der Landung auf dem Flughafen Palma Sur (Costa Rica) gerade aufgesetzt, als ein Leichtflugzeug der Marke Piper auf die Landebahn rollte. Beim Versuch der Piloten, diesem auszuweichen, geriet die Curtiss von der Bahn ab und kollidierte mit Bäumen. Das Flugzeug wurde irreparabel beschädigt. Über Personenschäden ist nichts bekannt.[10]

- Am 12. Mai 1961 kollidierte eine Douglas DC-3/R4D-4 der Lacsa (TI-1006C) bei schlechtem Wetter mit einem Berg. Das Flugzeug befand sich auf dem Weg von San José nach Upala (Provinz Alajuela). Beide Insassen dieses Frachtfluges kamen ums Leben.[11]

- Am 23. Mai 1988 wurde der Start einer Boeing 727-22 der Lacsa (TI-LRC) auf dem Flughafen San José-Juan Santamaría (Costa Rica) noch nach Überschreiten der Entscheidungsgeschwindigkeit abgebrochen, da sich das Flugzeug nicht in die Luft bewegen ließ. Das Flugzeug überrollte das Startbahnende, durchbrach einen Zaun, kreuzte einen Graben, schlug auf einen Hügel auf und fing Feuer. Alle 26 Insassen, zehn Besatzungsmitglieder und 16 Passagiere, überlebten. Die Unfallursache war die exzessive Verlagerung des Schwerpunkts nach vorne, weil im vorderen Frachtraum viel zu viel Ladung verstaut worden war. Das Flugzeug wurde zerstört.[12]